# John Wilkins
John Wilkins   (Fawsley, Northamptonshire, 14 de febrer de 1614 - Londres, 19 de novembre de 1672) va ser pastor protestant i autor de diversos treballs científics. Va ser fundador i primer secretari de la Royal Society el 1660 i Bisbe de Chester des de 1668 fins a la seva mort. La seva obra més coneguda és An Essay towards a Real Character and a Philosophical Language. Wilkins és l'única persona que ha estat director d'un college a la Universitat de Cambridge i a la Universitat d'Oxford.
Wilkins va viure en un període de gran controvèrsia política i religiosa, tot i que va aconseguir mantenir bones relacions de treball amb homes de tota tendència política. Va ser clau per establir l'Església d'Anglaterra en el camí cap a la comprensió de tantes sectes com fos possible, "i la tolerància de la resta".

## Biografia
Probablement va néixer a Canons Ashby, Northamptonshire, encara que algunes fonts diuen que a Fawsley; el seu pare Walter Wilkins (mort el 1623) era un orfebre i la seva mare Jane Dod era filla de John Dod, un conegut purità no-conformista. La seva mare es va tornar a casar amb Francis Pope, i el seu fill, Walter Pope va esdevenir el seu germanastre.
Wilkins fou educat des de la mort del seu pare el 1623 a l'escola que regentava Edward Sylvester a Oxford. El 1627 va començar els seus estudis al New Inn Hall de la universitat d'Oxford però aviat es va traslladar al Magdalen Hall de la mateixa universitat, en el qual el seu tutor va ser John Tombes, i es va graduar amb una llicenciatura el 1631 i un màster el 1634.
Un cop ordenat sacerdot el 1637, Wilkins va ser vicari del seu poble natal, Fawsley, però ràpidament va renunciar per convertir-se en capellà de Lord Saye and Sele, Lord Berkeley, i del príncep Carles I Lluís, elector palatí nebot del rei Carles I d'Anglaterra i d'Escòcia.
El 1641 publicà un tractat anònim Mercury, or The Secret and Swift Messenger, el primer treball sobre criptografia en llengua anglesa, després d'haver publicat dues obres divulgatives de la nova astronomia.
El 1648 fou nomenat director del Wadham College, Oxford, on va ser professor, entre d'altres, de William Neile. Sota la seva direcció el College prosperà enormement, perquè, tot i ser seguidor d'Oliver Cromwell, es va mantenir en contacte amb els nobles més cultivats que varen deixar la formació dels seus fills al seu càrrec. El 1656 es va casar amb Robina Cromwell, germana d'Oliver Cromwell. El 1659, poc abans de morir, Oliver Cromwell el va nomenar Master del Trinity College de la universitat de Cambridge, nomenament que va ser confirmat pel seu successor com a Lord Protector Richard Cromwell.
Va durar només onze mesos en el càrrec, ja que durant la Restauració anglesa de 1660, les noves autoritats el destituïren. Aviat va recuperar el favor reial, essent nomenat vicari el 1662 i Bisbe de Chester el 1668.
Amb una gran vocació científica, va ser el fundador, i primer secretari, de la Royal Society, juntament amb Henry Oldenburg. El 1668 publicà Essay towards a Real Character and a Philosophical Language, on intentà crear un llenguatge universal per a reemplaçar el llatí com a eina de comunicació per a estudiants i filòsofs. Aquell mateix any presentà la idea de racionalitzar el sistema de mesura, idea que va ser desestimada, tot i que retrospectivament es considera el primer pas per al sistema mètric decimal.
Va morir a l'edat de 58 anys de les complicacions d'un càlcul renal, probablement afavorit per les medicines utilitzades durant el tractament.

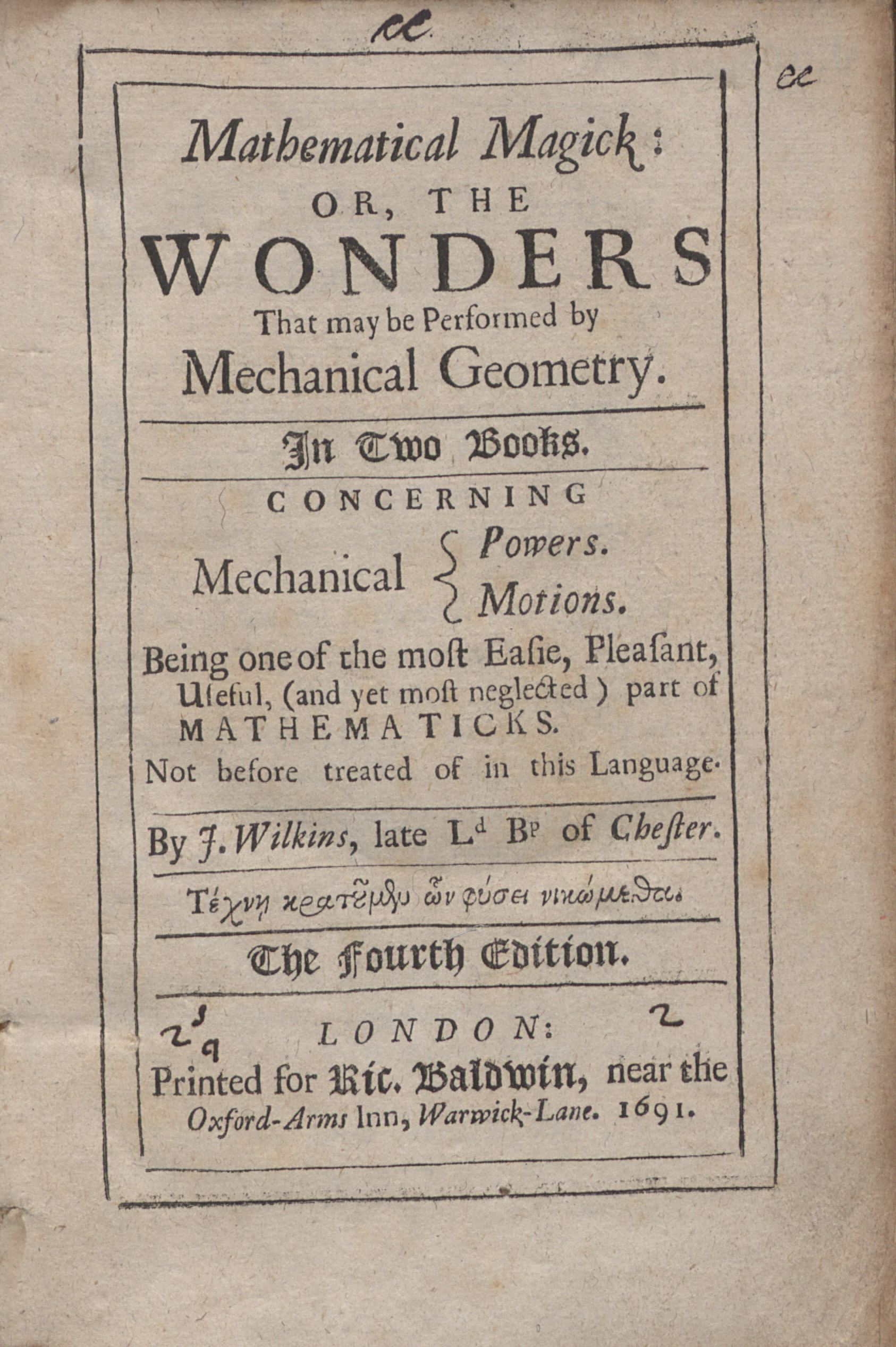
Mathematicall magick, 1691

## Obres notables
- The Discovery of a World in the Moone (1638).[15]
- A Discourse Concerning a New Planet (1640).
- Mercury, or the Secret and Swift Messenger (1641, publicat anònimament, el primer tractat anglès de criptologia).
- Ecclesiastes (1646).
- Mathematical Magick (1648).[16]
- A Discourse Concerning the Beauty of Providence (1649).
- A discourse concerning the gift of prayer: shewing what it is, wherein it consists and how far it is attainable by industry (1651).
- Vindiciae academiarum (1654, amb Seth Ward).
- An Essay towards a Real Character and a Philosophical Language (Londres, 1668, en el que proposa un nou llenguatge universal per a l'ús de la filosofia natural, o ciència).
- Of the Principle and Duties of Natural Religion (Londres, 1675), publicat de forma pòstuma.[17]